# Leptostylis hexaspinula
Leptostylis hexaspinula är en kräftdjursart som först beskrevs av Liu 1990.  Leptostylis hexaspinula ingår i släktet Leptostylis och familjen Diastylidae.
Artens utbredningsområde är Gula havet. Inga underarter finns listade i Catalogue of Life.